# Машнаари
Машнаари (груз. მაშნაარი) — село в Грузии, в муниципалитете Сигнахи края Кахетия. 

## География
Село расположено в южной части края, в 6 километрах по прямой к северо-востоку от центра муниципалитета Сигнахи. Высота центра — 420 метров над уровнем моря.

## Население
По данным переписи населения 2014 года, в селе проживало 483 человека.
| Год  | Население | Мужчины | Женщины |
| ---- | --------- | ------- | ------- |
| 2002 | 729       | 346     | 383     |
| 2014 | 483       | 220     | 263     |